# Raúl Lavié

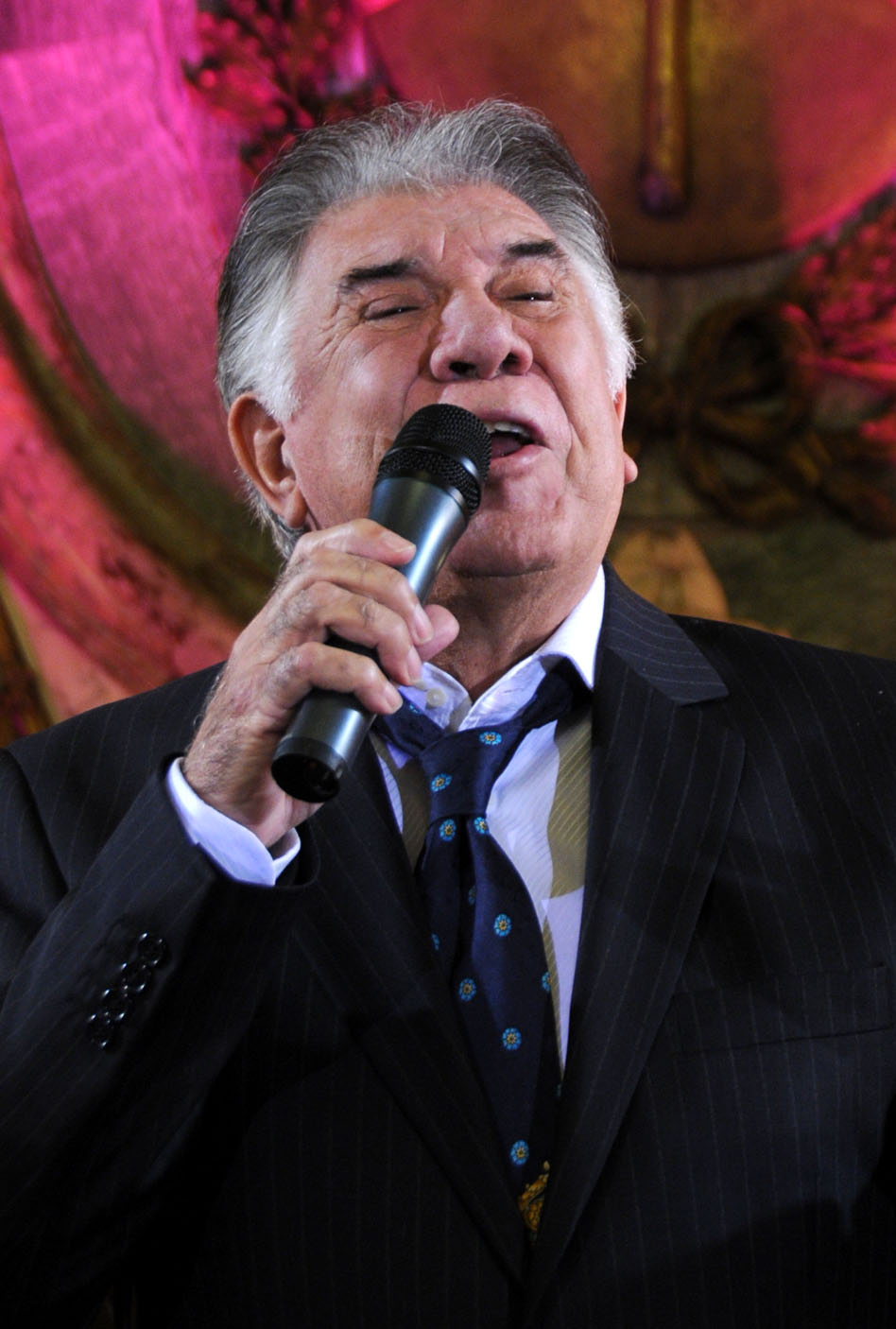
Raúl Lavié

Raúl Lavié (Raúl Alberto Peralta; * 22. August 1937 in Rosario) ist ein argentinischer Tangosänger, Entertainer und Schauspieler.

## Leben
Lavié hatte seine ersten Erfolge als Sänger mit Auftritten bei Radio Belgrano und Radio El Mundo. Ende 1958 war er Mitglied in Héctor Varelas Orchester, mit dem er den Walzer Señora princesa und die Tangos Y no me digas que no (von Varela und Carlos Waiss) und Te creía como todas (von Ángel Cabral) aufnahm. 1959 trennte er sich von Varela und bildete ein Duo mit Rodolfo Lesica. Im gleichen Jahr entstanden beim Label Philips auch Aufnahmen mit Héctor Stamponi. 
Anfang der 1960er Jahre engagierte ihn Ricardo Mejía für die Fernsehserie El club del clan, in der er neben Sängern wie Palito Ortega, Lalo Fransen, Johny Tedesco, Nicky Jones, Violeta Rivas, Raúl Cobián und anderen einem breiteren Publikum bekannt wurde. 1963 nahm er mit Ángel D'Agostino bei RCA Victor die Tangos Mi chiquita (von D'Agostino und Enrique Cadícamo) und Yo te canto Buenos Aires (von Héctor Varela und Carlos Waiss) auf. Im Fernsehen trat er mit Horacio Salgán und Osvaldo Fresedo auf.
Als Theaterschauspieler debütierte Lavié in Gregorio de Laferrères Stück Locos de verano an der Comedia Nacional. 1967 reiste er nach Mexiko. Dort trat er im Fernsehen auf und am Theater mit Libertad Lamarque. 1969 kehrte er nach Buenos Aires zurück, wo er seine Laufbahn als Theater- und Filmschauspieler und Sänger fortsetzte. Große Erfolge hatte er auch in Musicals wie El hombre de La Mancha (nach dem Roman von Miguel de Cervantes), Gotán (von Julio Tahier) und De Borges a Piazzolla (mit dem Tänzer Juan Carlos Copes). 1985 war er in Paris einer der Hauptdarsteller in der Show Tango Argentino von Claudio Segovia und Héctor Orezolli. 1999 tourte er als Hauptdarsteller der Oper María de Buenos Aires (von Astor Piazolla und Horacio Ferrer) unter der Leitung von Gidon Kremer durch die USA.

## Filmografie
- 1964: El club del clan
- 1966: Escala musical
- 1966: Muchachos impacientes
- 1966: Ritmo, amor y juventud
- 1967: La revista de Dringue
- 1971: Un goupo del 900
- 1971: La gran ruta
- 1973: Yo gané el prode, ¿y usted?
- 1974: Boquitas pintadas
- 1975: El pibe Cabeza
- 1975: Los gauchos judíos (Die jüdischen Gauchos)
- 1975: Cacique Bandeira
- 1975: Solamente ella
- 1978: El fantástico mundo de María Montiel (Die phantastische Welt der Maria Montiel)
- 1981: La conquista del paraíso
- 1981: Abierto día y noche
- 1985: Los gatos (Prostitución de alto nivel)
- 1989: La ciudad oculta
- 1996: Historias de amor, de locura y de muerte
- 2008: El cine de Maite
- 2016: Memoria AMIA: La memoria (Musikvideo)